# Szirtes András
Szirtes András (Budapest, 1951. július 6. – 2023. szeptember 28.) filmrendező, operatőr, vágó, színész és zenész.

## Életpályája
Szülei: Szirtes Zoltán és Neubrun Katalin. 1969-ben érettségizett egy elektroműszerész szakközépiskolában, és villanyszerelő ipari tanuló lett. 1969–1994 között a Mafilm munkatársa, ahol villanyszerelő, műszerész, kábeles, segédmikrofonos, szalagjátszós, vágóasszisztens, vágó, segédoperatőr, operatőr, rendezőasszisztens, végül rendező volt. 
1974–1977 között a Színház- és Filmművészeti Főiskola filmvágó szakos hallgatója volt. 1975-ben elvégezte a Marxizmus-Leninizmus Esti Egyetem filozófia-esztétika szakát. 1987–1989 között az USA-ban tartott egyetemi előadásokat. 1990-től a Szirtes-Film Kft. vezetője.
Tagja volt a Magyar Filmművészek Szövetségének, a Magyar Filmrendezők Céhének és a Kisoroszi Természetvédők Egyesület elnöke is volt.

## Filmjei
- Cipők (1967)
- Tiltakozók (1968-1972)
- Bisztro (1969-1972)
- Ütem (1972)
- Hajnal (1973-1980)
- Vázlat (1973)
- Szelet (1973)
- Madarak (1975-1976)
- Napló (1979-2000)
- Woyzeck (1978)
- Lujzika (1979-2006)
- Tükör tükrözés (1980)
- Gravitáció (1981)
- A Pronuma Bolyok története (1982)
- Lenz (1984-1986)
- UFO (1987)
- RAP levelek (1987)
- Forradalom után (1988-1989)
- Új kormány a hegyen (1989)
- Üzenetek a Holdról (1990)
- Sade márki élete (1991-1993)
- A kisbaba reggelije (1993-1995)
- Bevezetés a filmkészítés rejtelmeibe I.-VIII. (1993-2001)
- Lumiére-tekercsek (1994)
- Ezüstnitrát (1996)
- A kisbaba, a kutya meg én (1996)
- Fejezetek a Balázs Béla Stúdió történetéből (1997-1998)
- A lélek súlya (1998)
- Triptichon (2000)
- Budapestről jut eszembe (2000-2001)
- Az utolsó mohikán (2001-2002)
- A mohácsi vész (2004)
- A halál árnyékában (2006)
- Vagyok, aki vagyok (2007)
- Juliette (2008)

## Művei
- Szirtes András, 1-510706-0308; Budapest Film, Budapest, 1992
- A filmkocka el van vetve. Önéletrajzi regény. Julius Caesar után szabadon Sz. A.  1.; 3. javított kiadás; Szirtes Film Kft., Kisoroszi, 2002
- Vándorszem; Jonathan Miller, Budapest, 2005 (R'N'R könyvek)
- Félfinoman; Kalamáris, Baja, 2022

## Díjai
- A filmszemle különdíja (1987, 1995, 1996)
- A filmkritikusok díja (1996)
- Balázs Béla-díj (1998)
- Párhuzamos Kultúráért díj (2002)[3]
- Herczeg Klára-díj (2011)